# UFC 129
UFC 129: St-Pierre vs. Shields  è stato un evento di arti marziali miste tenuto dalla Ultimate Fighting Championship il 30 aprile 2011 al Rogers Centre a Toronto, Ontario, Canada.

## Background

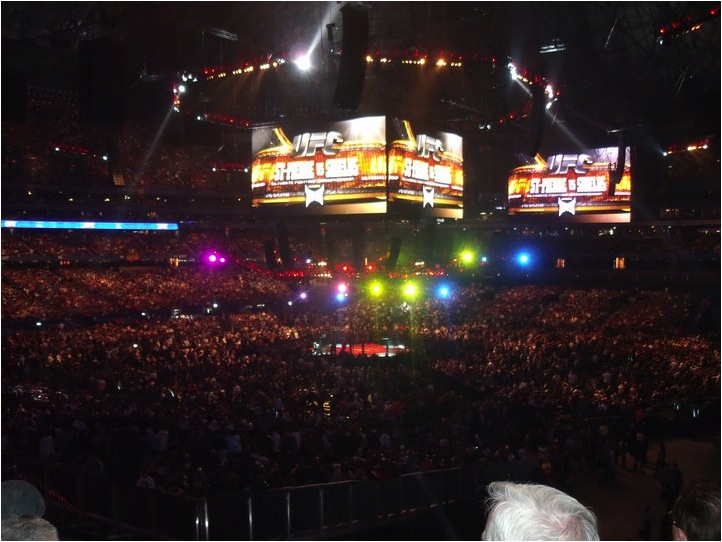
UFC 129 superò nettamente il precedente record nordamericano di presenze.

Questo evento fu il sesto tenuto dalla UFC in Canada e il primo nell'Ontario da quando la provincia canadese legalizzò le arti marziali miste nell'agosto 2010. L'evento avrebbe dovuto essere il numero 131 ma fu in seguito anticato al 129.
Questo fu il più grande evento tenuto dall'UFC nella storia nordamericana e coincise con un UFC Fan Expo di due giorni al Direct Energy Centre. Inizialmente i dirigenti UFC avevano pianificato al Rogers Centre per ospitare 42.000 fan per UFC 129. L'UFC mise i biglietti in vendita ai membri dell'UFC Fight Club in una speciale prevendita e vendendoli presto tutti. Misero in vendita altri biglietti il giorno seguente a coloro che erano iscritti alla newsletter dell'UFC in una seconda speciale prevendita. UFC 129 fece poi il tutto esaurito quando i biglietti vennero venduti nelle rivendite pubbliche il 12 febbraio, portando il numero di biglietti venduti a 55.000 generando un ricavo di 11 milioni di dollari e surclassando il precedente record di presenze a un evento di MMA nel Nord America.
John Makdessi secondo le voci avrebbe dovuto affrontare Jonathan Brookins in questo evento; invece Makdessi combatté contro Kyle Watson.
Nella conferenza stampa di UFC: Fight For The Troops 2 nel gennaio 2011, Dana White confermò che l'UFC Featherweight Champion José Aldo avrebbe difeso il suo titolo contro Mark Hominick in questa card, in caso vittoria di Hominick su George Roop.[13] White dichiarò anche che, malgrado il risultato del match Hominick/Roop, Aldo avrebbe comunque dieso il suo UFC Featherweight Championship a questo evento. Hominick batté Roopper TKO nel primo round, confermando la sua condizione di primo sfidante di Aldo. Dopo l'incontro, il giudice Doug Crosby fece un errore assegnando al quinto round un punteggio di 10–8 in favore di José Aldo invece che a Mark Hominick, portando il risultato finale a 50–43 per Aldo. In seguito fu corretto il punteggio, risultando così 48–45 in favore di Aldo.
Rory MacDonald avrebbe dovuto affrontare James Wilks in questo evento ma Wilks fu rimosso dalla card e sostituito con Nate Diaz.
L'11 febbraio fu annunciato che Matt Hamill non avrebbe più affrontato Phil Davis a questo evento ma Quinton Jackson a UFC 130. In un post su Twitter, Davis disse di essere "dispiaciuto per la rimozione del match dal sito ma che avrebbe lottato a Toronto comunque". Davis avrebbe dovuto affrontare Jason Brilz finché Tito Ortiz fu tolto dal suo combattimento a UFC Fight Night: Seattle contro Antônio Rogério Nogueira. Davis lottò nel main event di questo evento contro Nogueira mentre Brilz avrebbe lottato contro Vladimir Matyushenko a UFC 129.
Brian Foster avrebbe dovuto affrontare Sean Pierson in questo evento ma Foster fu rimosso dall'incontro quando in una visita medica prima del match gli fu diagnostica un'emorragia cerebrale venendo rimpiazzato da Jake Ellenberger.
L'evento vede il debutto in UFC di Ben Henderson, futuro campione dei pesi leggeri.

## Risultati

### Card preliminare
- Incontro categoria Pesi Piuma:  Yves Jabouin contro  Pablo Garza

Garza sconfisse Jabouin per sottomissione (strangolamento triangolare in salto) a 4:31 del primo round.
- Incontro categoria Pesi Leggeri:  John Makdessi contro  Kyle Watson

Makdessi sconfisse Watson per KO (pugno girato) a 1:27 del terzo round.
- Incontro categoria Pesi Medi:  Jason MacDonald contro  Ryan Jensen

MacDonald sconfisse Jensen per sottomissione (strangolamento triangolare) a 1:37 del primo round.
- Incontro categoria Pesi Gallo:  Ivan Menjivar contro  Charlie Valencia

Menjivar sconfisse Valencia per KO Tecnico (gomitata e pugni) a 1:30 del primo round.
- Incontro categoria Pesi Welter:  Claude Patrick contro  Daniel Roberts

Patrick sconfisse Roberts per decisione unanime (29–28, 29–28, 29–28).
- Incontro categoria Pesi Welter:  Sean Pierson contro  Jake Ellenberger

Ellenberger sconfisse Pierson per KO (pugni) a 2:42 del primo round.
- Incontro categoria Pesi Welter:  Nate Diaz contro  Rory MacDonald

MacDonald sconfisse Diaz per decisione unanime (30–26, 30–27, 30–26).

### Card principale
- Incontro categoria Pesi Leggeri:  Mark Bocek contro  Benson Henderson

Henderson sconfisse Bocek per decisione unanime (30–27, 30–27, 30–27).
- Incontro categoria Pesi Mediomassimi:  Vladimir Matyushenko contro  Jason Brilz

Matyushenko sconfisse Brilz per KO (pugni) a 0:20 del primo round.
- Incontro categoria Pesi Mediomassimi:  Randy Couture contro  Lyoto Machida

Machida sconfisse Couture per KO (calcio volante frontale) a 1:05 del secondo round.
- Incontro per il titolo dei Pesi Piuma:  José Aldo (c) contro  Mark Hominick

Aldo sconfisse Hominick per decisione unanime (48–45, 48–46, 49–46) mantenendo il titolo dei pesi piuma.
- Incontro per il titolo dei Pesi Welter:  Georges St-Pierre (c) contro  Jake Shields

St-Pierre sconfisse Shields per decisione unanime (50–45, 48–47, 48–47) mantenendo il titolo dei pesi welter.

## Premi
Ai vincitori sono stati assegnati 129.000$ per i seguenti premi:
- Fight of the Night:  José Aldo contro  Mark Hominick
- Knockout of the Night:  Lyoto Machida
- Submission of the Night:  Pablo Garza